# Egilsstaðir
Egilsstaðir es una ciudad en el este de Islandia, una de las mayores de la región de Austurland.

## Historia
Fue fundada en 1944 como un centro para la zona rural circundante. Fue elegida para ocupar un lugar en la tierra de la granja Egilsstaðir porque este es el lugar donde las principales carreteras de la región confluyen. Fueron otorgados los privilegios y el título oficial de una kaupstaður (ciudad) en 1987. En 1989 tenía 1 385 inhabitantes. En octubre de 2020 se unieron las ciudades de Egilsstaðir y Seyðisfjörður con las comunidades de Djúpivogur, Fellabær y Borgarfjörður eystri para formar la nueva comunidad de Múlaþing que es la comunidad más grande del país con un área de 10.671 km².

## Situación actual

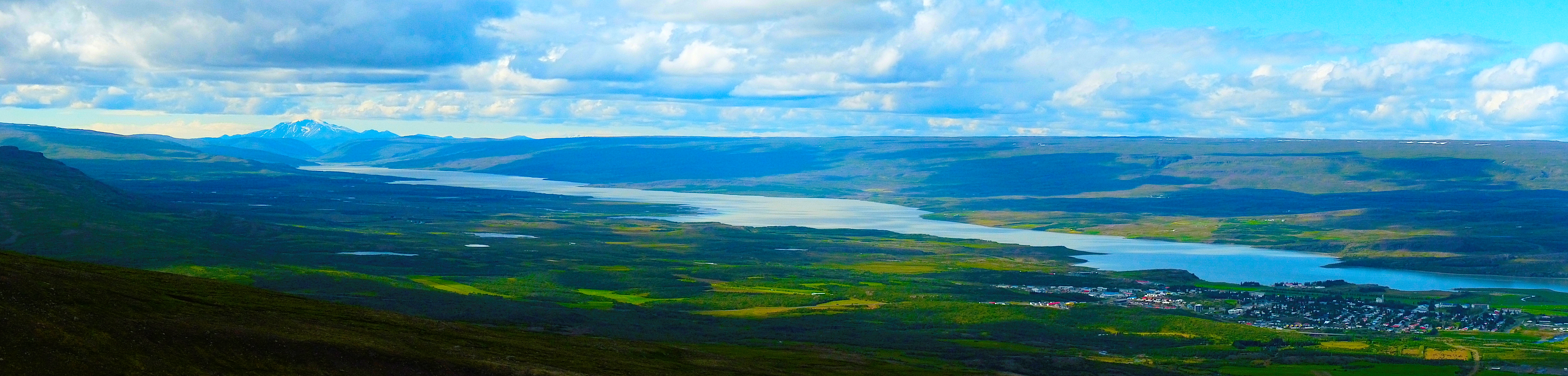
Imagen panorámica de la ciudad de Egilsstaðir

Egilsstaðir ha crecido hasta convertirse en la mayor ciudad del este de Islandia y sus principales servicios son el transporte y la administración central. La ciudad cuenta con el Aeropuerto Internacional de Egilsstaðir. 
Se prevé un mayor crecimiento de la ciudad en los próximos años siguientes a la espera de un auge económico en la región debido a la producción de energía hidroeléctrica del proyecto Kárahnjúkar y por la planta de fundición de aluminio de Alcoa en Reyðarfjörður.
Administrativamente, se encuentra en el municipio de Fljótsdalshérað en la región de Austurland, a orillas del río Lagarfljót. Hacia el este se encuentran las aldeas de Seyðisfjörður y Neskaupstaður.
Lo separa de Fellabær el glaciar de Logurinn. Se encuentra en una de las principales tierras bajas de la región oriental de la isla. 

## Infraestructura
Egilsstaðir cuenta con un centro de salud, varias tiendas y supermercados, un campo de deportes con una piscina pública, talleres de reparaciones, puestos de gasolina, varios hoteles y restaurantes, un terreno de camping, un campo de golf y otras instalaciones turísticas.

## Atracciones turísticas

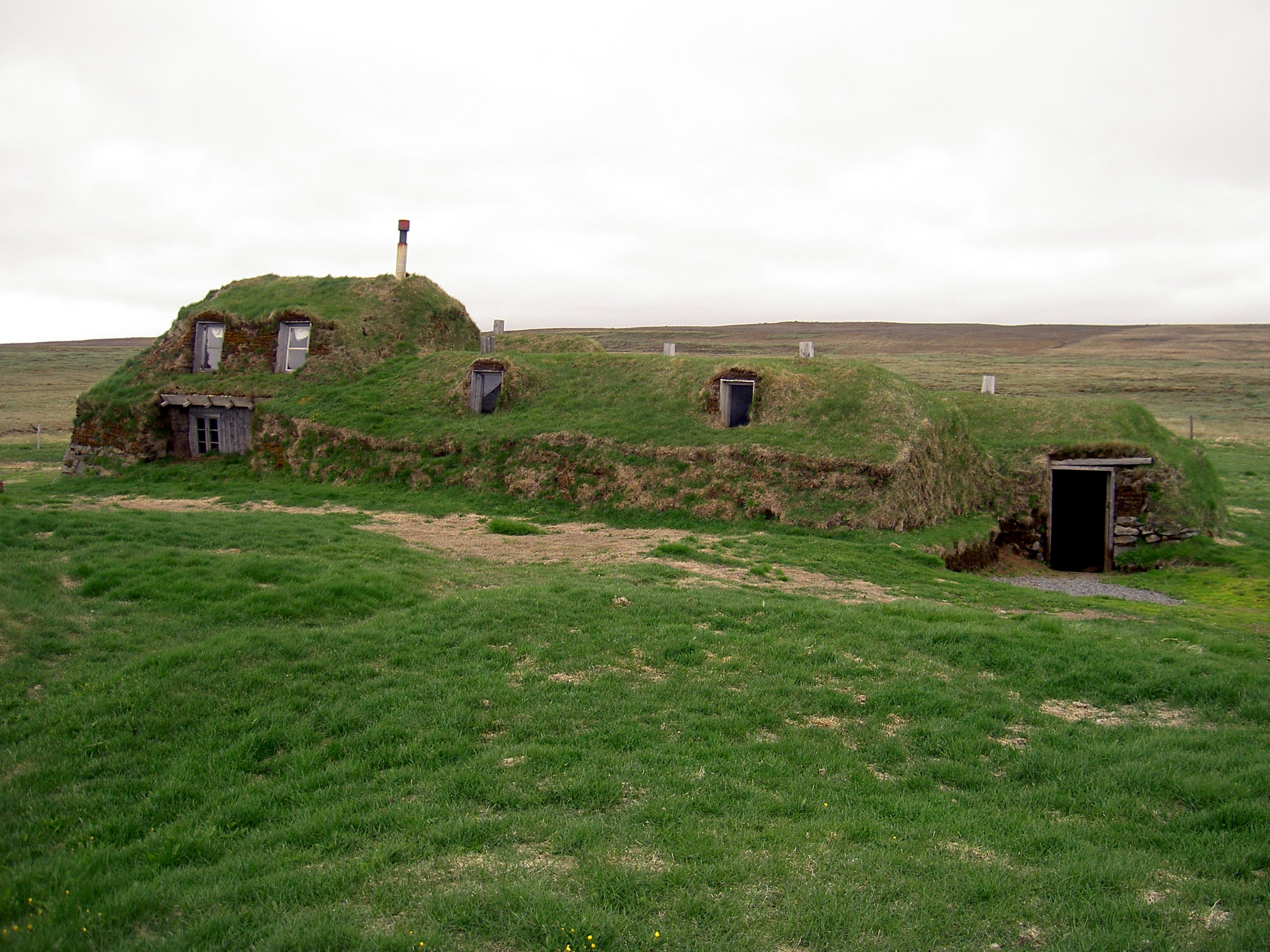
Museo Sænautasel

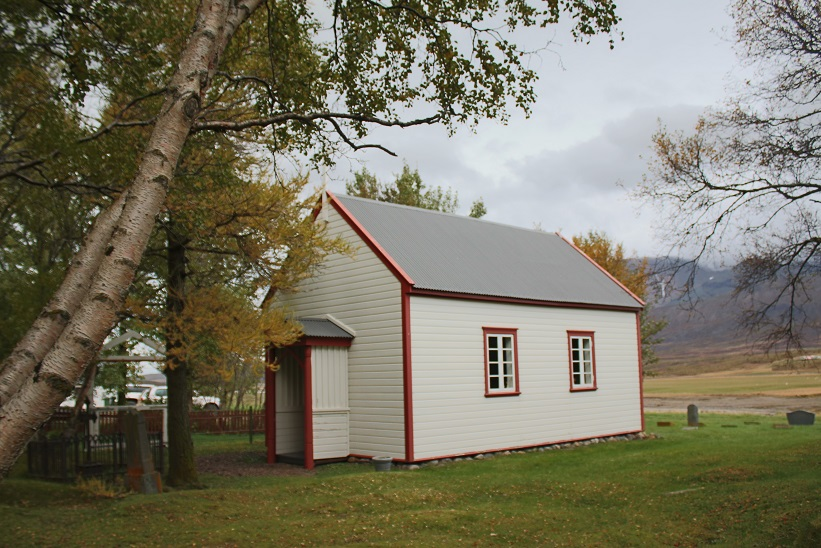
Iglesia Þingmúlakirkja de la granja Þingmúli

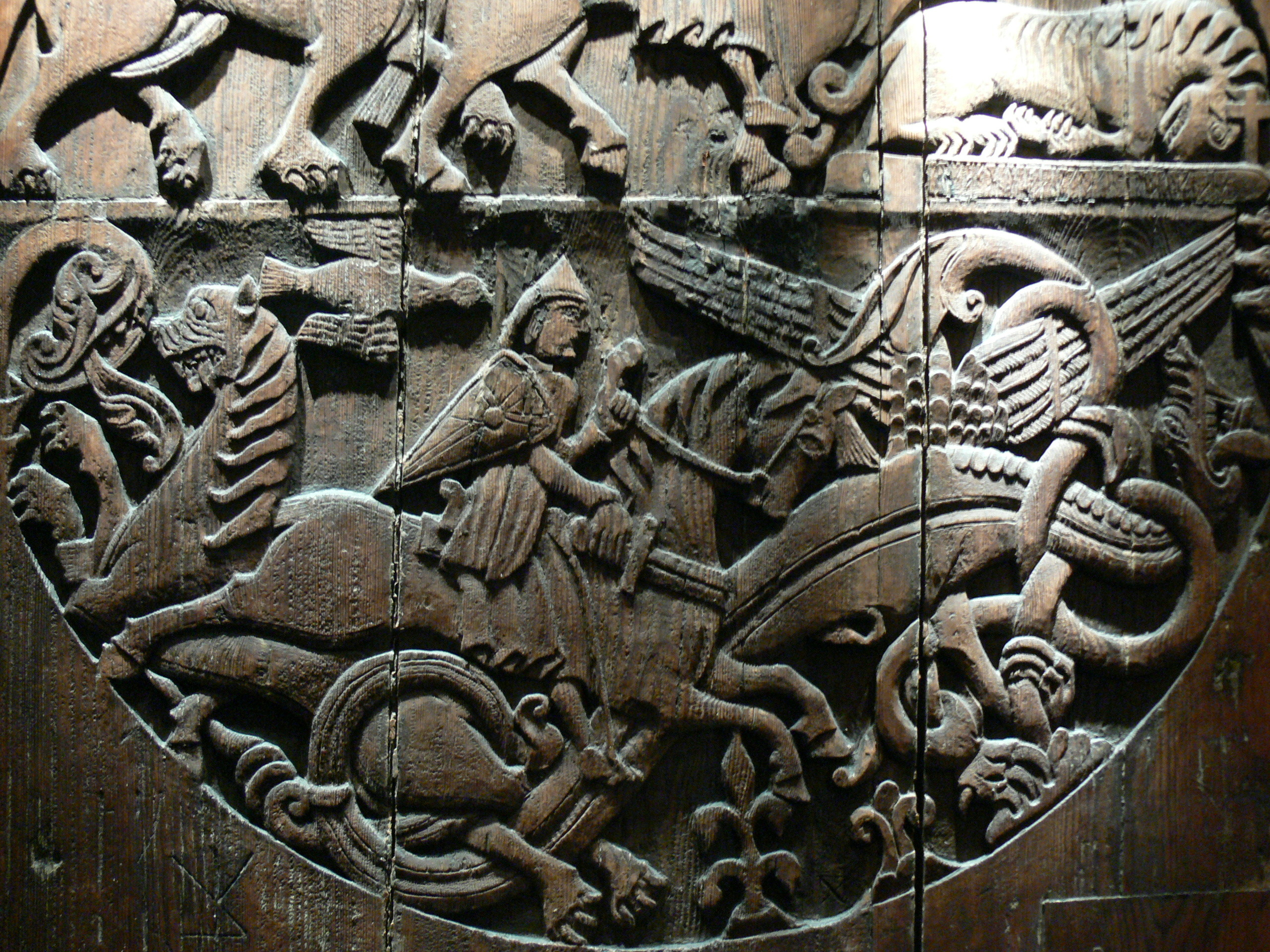
Puerta de la iglesia de Valþjófsstaður

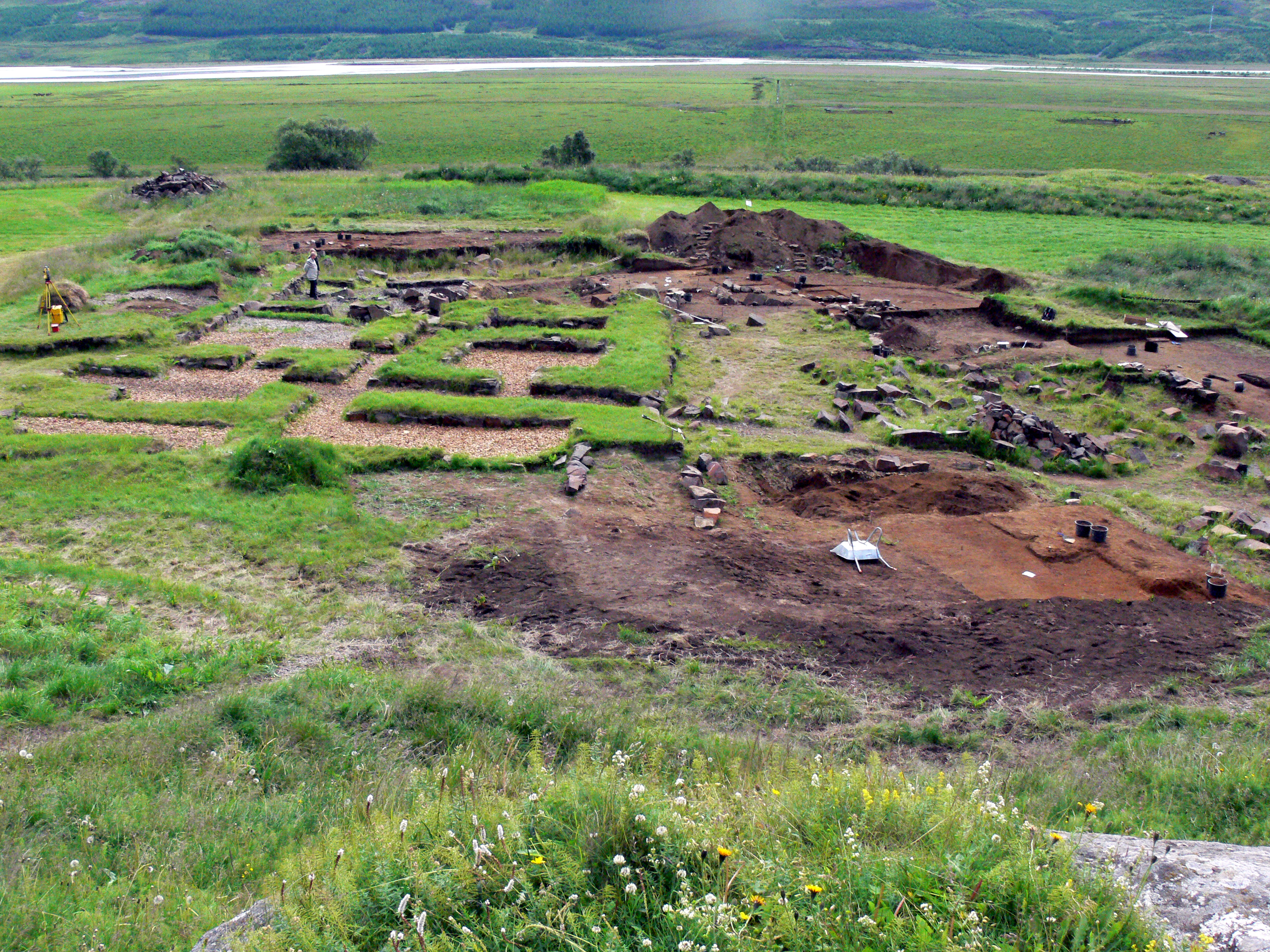
Excavaciones Skriðuklaustur

Egilstaðir cuenta con un museo (Minjasafn Austurlands) que se dedica a la cultura y la naturaleza del este de Islandia.
La moderna iglesia protestante Egilsstaðakirkja fue construida en 1974. Una anterior farmacia fue convertida en un centro católico con una capilla (Corpus Christi Kapellan) en 2009. El museo Skriðuklaustur se dedica a la vida y a las obras de Gunnar Gunnarsson, un escritor islandés muy conocido.
Hallormstaðaskógur, el mayor bosque de Islandia, con un área de 740 hectáreas, está 27 km de Egilsstaðir, a orillas del lago Lögurinn. Las primeras árboles fueron plantadas en 1905. Hoy día hay 85 especies diferentes de árboles en el bosque.
En los alrededores de la ciudad hay muchos lugares históricos de interés. El lago Sænautavatn está ubicado en el noroeste de Egilsstaðir en la región Jökuldalsheiði a una altitud de 525 m s. n. m. Ocupa un área de 2,3 km² y su profundidad máxima es de 23 metros. La granja Sænautasel que se halla al borde del lago fue construida de turba en 1843. Los habitantes abandonaron la región en 1943 y los edificios quedaron en ruinas. La granja fue reconstruida en el estilo auténtico en 1992 para abrigar un museo y renovada en 2010.
Uno de los puntos turísticos más famosos de los alrededores de Egilsstaðir es el cañón de Stuðlagil, un cañón formado por columnas de basalto que es atravesado por un río glaciar proveniente del deshielo del glaciar Vatnajökull, el mayor de Islandia. Este cañón puede visitarse desde sus dos orillas y se pueden escalar parte de sus columnas basálticas. 
La granja Þingmúli, la anterior sede de un thing, se ubica en el sur de Egilsstaðir en la carretera núm. 95. Está situada 27 km de la ciudad. La granja es conocida por su iglesia (Þingmúlakirkja) de madera construida en 1886 y renovada en 1976. La iglesia ocupa un área de 8,5 × 5,5 m y abriga un altar de 1869 y un retablo de 1916 pintado por Þórarinn Benedikt Þorláksson (1867 – 1924), uno de los pintores más conocidos de Islandia.
La granja Valþjófsstaður se ubica en la comunidad de Fljótsdalshreppur al borde del lago Lagarfljót a 39 km de Egilsstaðir. Valþjófsstaðarkirkja, la iglesia de la granja, fue inaugurada en 1966. La puerta de la iglesia es una copia auténtica de la puerta original Valþjófsstaðarhurð creada en el siglo XIII que es conocida por sus esculturas de madera que demuestran escenas de la historia de Islandia. La puerta mide 2,05 metros de alto y se halla en el Museo Nacional de Islandia en Reikjavík ya que es considerada como una obra de arte de valor nacional. Fue vendida la puerta a Dinamarca en 1851 y depositada en Copenhague. En 1930 fue devuelta a Islandia con ocasión del milenario aniversario de la fundación del Alþingi, el parlamento islandés. Cerca de la iglesia se halla el edificio Skriðuklaustur, la antigua residencia de Gunnar Gunnarsson, uno de los escritores más importantes de Islandia. El edificio fue construido en 1939 por el arquitecta alemán Fritz Höger y regalado al Estado islandés en 1948. Hoy abriga un museo que se dedica a la vida y a las obras del escritor. Entre 2002 y 2012 fueron realizadas investigaciones arqueológicas cerca del edificio. Fueron excavados los cimientos de un monasterio fundado en 1493, de una iglesia inaugurada en 1512 y de un hospital. Al lado de los cimientos que ocupan un área de 700 m² fue descubierto un antiguo cementerio con 242 tumbas.
Muchos excursionistas visitan el bosque Selskógu al borde del río Eyvindará en el este de la ciudad.
La comunidad Eidar que está 12 km en el norte de Egilsstaðir en la carretera núm. 94 tiene una iglesia (Eiðakirkja) construida en 1886.
La llanura Hróarstunga que es muy escasamente poblada se extiende entre los ríos Lagarfljót y Jökulsá á Brú en el norte de Egilsstaðir. En 1997 fueron excavados allá los cimientos de una casa comunal de la época vikinga y de una iglesia de turba. Esta iglesia Geirsstaðakirkja fue reconstruida entre 1999 y 2001 en el estilo original.
Vök Baths es un  centros de bienestar geotermal, ubicado cerca de Egilsstaðir.. Inaugurado en 2019, cerca del lago Urriðavatn, Vök Baths se ha convertido en un destino esencial para los visitantes y residentes de la zona. Este spa flotante es el primero de su tipo en Islandia y ofrece una experiencia única en aguas certificadamente potables. La proximidad a Egilsstaðir ha fomentado un incremento en el turismo local, beneficiando a la economía de la ciudad